# 焚尸人
《焚尸人》（捷克语：Spalovač mrtvol）是一部1969年的捷克斯洛伐克恐怖喜剧电影。它由尤拉伊·赫兹导演，故事根据拉迪斯拉夫·富克斯的小说改编。剧本由赫兹与富克斯合写。影片被提名第42届奥斯卡金像奖最佳外语片奖，并获西切斯电影节最佳影片、最佳男主角（鲁道夫·赫鲁欣斯基）和最佳摄影奖。
故事设定在1930年代的布拉格，主人翁Karel Kopfrkingl是火葬场员工。他热爱这份工作，认为自己是在解放逝者的灵魂。纳粹到来后，他陷入狂热，准备毁灭他自己的家庭……影片继承了德国表现主义电影的风格，是捷克新浪潮的代表作之一。

## 角色
- Rudolf Hrušínský（英语：Rudolf Hrušínský） - Karel Kopfrkingl
- Vlasta Chramostová（英语：Vlasta Chramostová） - Lakmé; Dagmar
- Jana Stehnová - Zina
- Miloš Vognič - Mili
- Zora Božinová - Erna Reinkeová
- Ilja Prachař（捷克語：Ilja Prachař） - Walter Reinke
- Eduard Kohout（英语：Eduard Kohout） - Bettleheim
- Míla Myslíková（英语：Míla Myslíková） - woman in hat
- Vladimír Menšík（英语：Vladimír Menšík） - husband of woman in hat
- 伊利·曼佐 - Dvořák
- Jiří Lír - Strauss